# الدوري الوطني لكرة القدم للسيدات 2018
الدوري الوطني لكرة القدم للسيدات 2018 (بالإنجليزية: 2018 National Women's Soccer League season)‏ هو الموسم 6 من الدوري الوطني لكرة القدم للسيدات. أقيم خلال الفترة 24 مارس 2018 وحتى 22 سبتمبر 2018، وأشرف على تنظيمه اتحاد الولايات المتحدة لكرة القدم، وكان عدد الأندية المشاركة فيه 9، وفاز فيه نورث كارولاينا كوريج.